# 阿列克谢·阿朱别伊

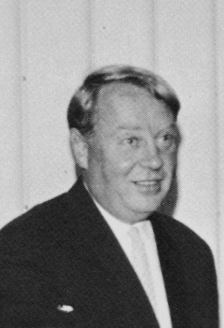

阿列克谢·伊万诺维奇·阿朱别伊（俄语：Алексей Иванович Аджубей，1924年1月9日—1993年3月19日），苏联新闻工作者，《共青团真理报》（1957年—1959年）和《消息报》（1959年-1964年）主编，苏联最高苏维埃成员，苏共中央委员会成员。苏联领导人尼基塔·赫鲁晓夫的女婿，妻子拉达·赫鲁晓娃。赫鲁晓夫时期苏联有句谚语：“有100卢布，不如有一个阿朱别伊”。